# Edward Gabriel Risi
Edward Gabriel Risi OMI (Joanesburgo, 6 de janeiro de 1949) é Bispo de Keimoes-Upington.
Edward Gabriel Risi entrou na Congregação dos Oblatos (OMI) e foi ordenado sacerdote pelo Bispo Auxiliar de Joanesburgo, Peter Fanyana John Butelezi OMI, em 12 de julho de 1974.
O Papa João Paulo II o nomeou Bispo de Keimoes-Upington em 5 de julho de 2000. O Arcebispo de Bloemfontein, Buti Joseph Tlhagale OMI, consagrou-o bispo em 14 de outubro do mesmo ano; Os co-consagradores foram Zithulele Patrick Mvemve, Bispo de Klerksdorp, e Anthony Chiminello OSFS, Bispo de Keetmanshoop.